# 대한병원
의료법인 성화의료재단 대한병원은 서울특별시 강북구 도봉로 301 에 위치한 종합병원이다.
내과, 정형외과, 신경외과, 외과 등의 진료 업무와 응급실과 검진센터를 운영하고 있다.

## 연혁
- 1975년 10월 야간 응급센터 설립 추진
- 1976년 야간응급센터 개원
- 1977년 녹십자병원으로 명칭 변경
- 1981년 병원 건물 준공 및 동국병원 개원
- 1982년 11월 녹십자병원과 동국병원 합병
- 1983년 12월 대한병원으로 명칭 변경
- 1987년 3월 대한병원 신관 증축
- 1998년 12월 개인병원에서 의료법인 성화의료재단 대한병원으로 설립
- 2001년 3월 한방병원 개원